# Martin Bendel

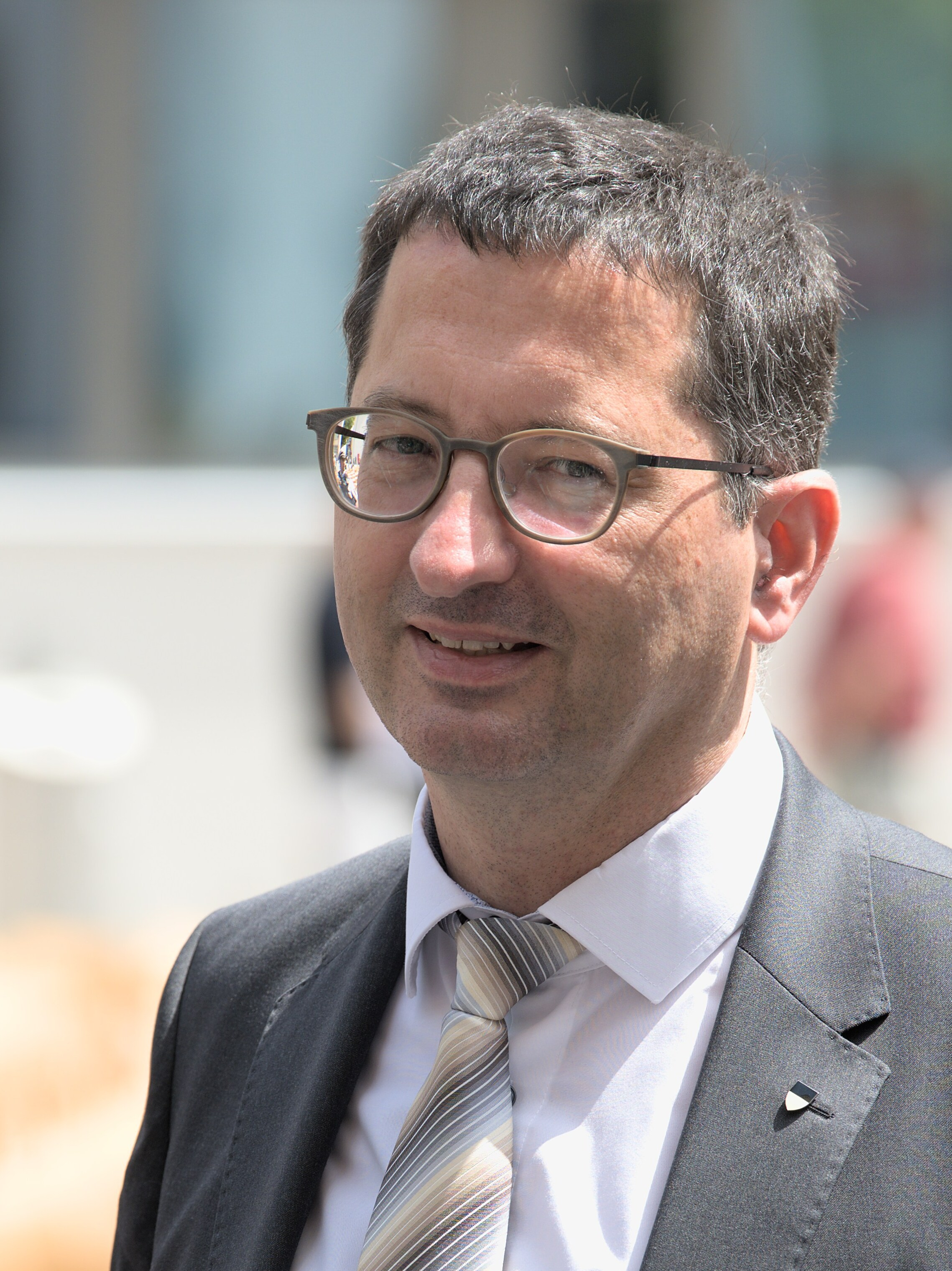
Martin Bendel am Schwörmontag 2024

Martin Bendel (* 26. November 1973 in Riedlingen) ist ein deutscher Verwaltungsjurist und Erster Bürgermeister der Stadt Ulm.

## Ausbildung und Tätigkeiten
Der 1973 im oberschwäbischen Riedlingen geborene Martin Bendel absolvierte von 1993 bis 1997 ein Studium zum Verwaltungswirt an der Hochschule für öffentliche Verwaltung und Finanzen in Ludwigsburg. Anschließend studierte er bis 2001 Rechtswissenschaften an der Universität Tübingen und durchlief das zugehörige Referendariat. Von 1999 bis 2004 übte er eine Teilzeitbeschäftigung bei der Stadt Rottenburg am Neckar aus.
Im Jahr 2004 wurde Bendel Dezernatsleiter für Verkehr, öffentliche Sicherheit und Recht im Landratsamt Rottweil und wechselte 2007 als Referent für kommunales Haushaltsrecht zum baden-württembergischen Innenministerium.
Die Oberbürgermeisterwahl in Rottenburg am Neckar am 6. April 2008 verlor Bendel gegen seinen Mitbewerber Stephan Neher.
2009 wurde er Erster Beigeordneter und Bürgermeister der Stadt Leutkirch im Allgäu.
Seine Kandidatur zum Landrat des Landkreises Ravensburg im März 2015 war nicht erfolgreich, da er die Wahl am 19. März 2015 gegen seinen Mitbewerber Harald Sievers verlor.
Im März 2016 wurde Martin Bendel vom Gemeinderat der Stadt Ulm zum Nachfolger des bisherigen Ersten Beigeordneten und Finanzbürgermeisters Gunter Czisch gewählt, der zuvor zum Ulmer Oberbürgermeister gewählt worden war. Als Finanzbürgermeister leitet der parteilose Bendel seit dem Herbst 2016 an der Spitze der Ulmer Stadtverwaltung den Fachbereich „Zentrale Steuerung und Dienste“ mit den Abteilungen Finanzen und Beteiligung, Personal und Organisation, Interne Dienste, Rechtsstelle und Team Informationstechnik und ist in dieser Funktion auch der ständige allgemeine Stellvertreter des amtierenden Oberbürgermeisters.

## Privates
Bendel ist verheiratet und Vater von drei Kindern. In der Freizeit spielt er Tenorhorn und Waldhorn und ist seit 2019 Erster Vorsitzender des Musikvereins Söflingen – Stadtkapelle Ulm.